# Trampuž
Trampuž je priimek več znanih Slovencev:
- Andrej Trampuž, zdravnik infektolog, vodja raziskovalnega oddelka Univerzitetne klinike Charité v Berlinu
- Bogomil Trampuž Bratina (1908—1974), pesnik, publicist, humanitarni in kulturni delavec v Ekvadorju
- Boris Trampuž - Čož (1912—1975), politik, diplomat in kulturni delavec
- Cveto Trampuž (1935—1999), matematik, računalnikar/informatik in šahist, predavatelj FDV
- Danilo Trampuž (1901—1992), generalmajor JLA, letališki konstruktor (tudi politični zapornik)
- Franjo (Franc) Trampuž (1870—1957), agronom, enolog in šolnik
- Igor Trampuž (*1969), kolesar?, športni aktivist
- Lea Trampuž, porodničarka
- Lilijana Trampuž, zgodovinarka
- Mara Trampuž (1923—1977), ginekologinja, porodničarka
- Marko Trampuž, menedžer
- Matej Trampuž, raftar
- Miha Trampuž (*1950), pravnik, strokovnjak za avtorsko pravo, univ. prof.
- Milan Trampuž (1908—1977), pravnik
- Nejc Trampuž, fotograf
- Neva Trampuž Orel (*1946), arheologinja
- Robert Trampuž (1950—2018/9?), župan Bovca
- Robert Trampuž (1965(?)—1984), kolesar
- Vladimir Trampuž (1904—1982), zdravnik ginekolog in porodničar
- Zmago Trampuž (*1937), gospodarstvenik, dirtektor Fructala
- (Zvonka Trampuž - psevdonim Tončke (Antonije) Curk, mladinske pisateljice: 1906-96)